# Otto I. (Rastede)
Otto von Oldenburg (* um 1204; † um 1285) war Abt am Paulskloster vor Bremen und am Kloster Rastede.
Er ist der jüngere Sohn des Christian II. von Oldenburg.
In Bremen besaß er großen Einfluss und setzte die Wahl seiner Vettern Hildebold und Giselbert durch. Otto verkaufte einige der Raseder Besitzungen in Butjadingen, wie die Höfe von Witleke.
Ab 1270 war er für seine Neffen Christian III. und Otto II. († 1304) Regent von Oldenburg.